# 溥僩

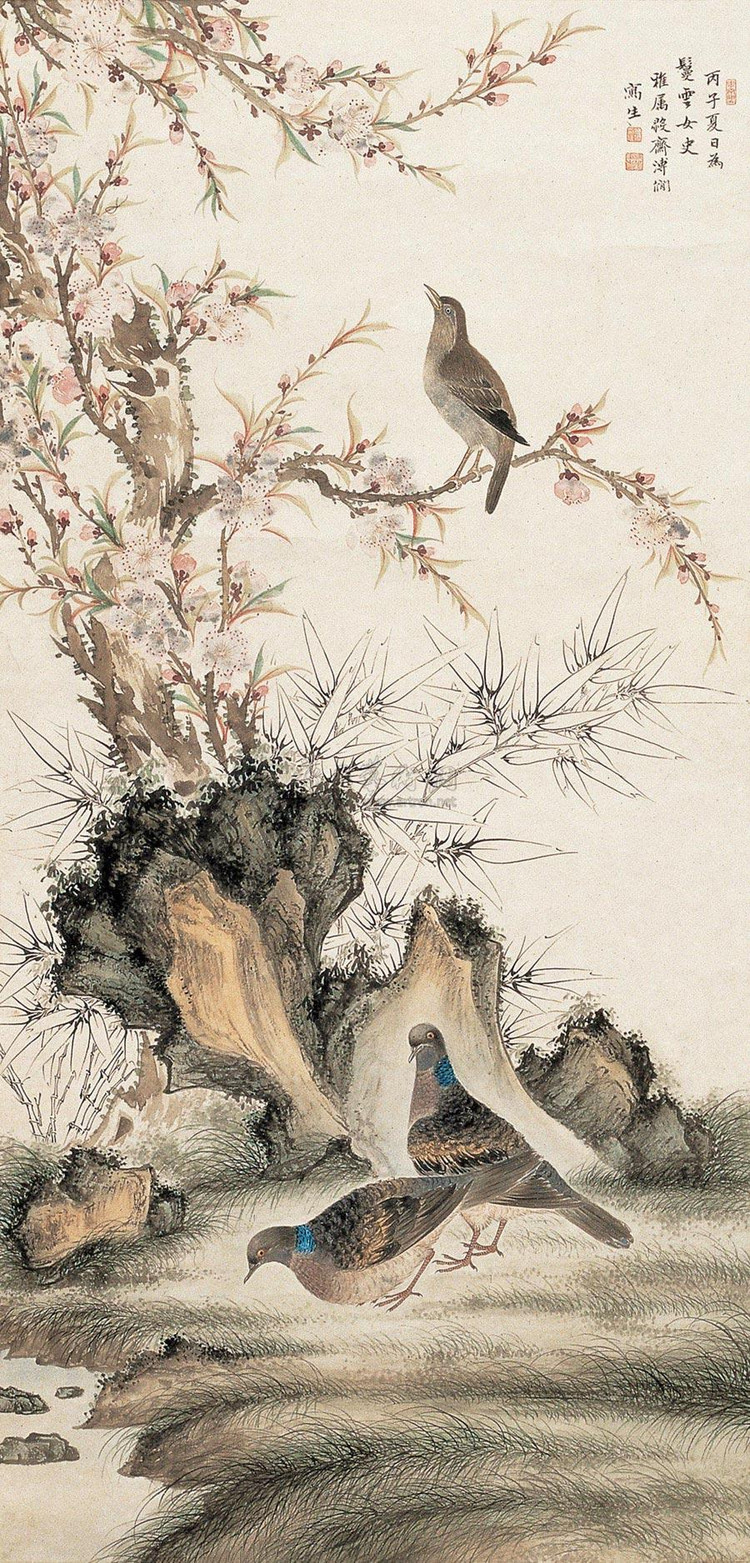
丙子年（1936）貝子溥僩寫生

貝子溥僩（1901年10月3日—1966年），字毅齋，號松鄰，貝勒載瀛第五子，母側室張氏，惇親王系第五代。他工畫，擅長工筆花鳥。
他在光緒二十七年（1901年）八月出生。清朝滅亡的十多年後，民國十九年（1930年）七月接替父親成為惇親王第五代，但因為惇親王並非世襲罔替的爵位，因此他的封爵只是貝子。
康德三年（1936年）九月，溥僩獲任命為清東陵的守護大臣。
松風畫會成員，與溥心畬、溥雪齋、溥松窗、溥庸齋、祁井西、啟功、葉仰曦、關松房等人多有宮廷背景，幾乎壟斷當時北京的書畫市場，因而被譽為「松風九友」。其中溥心畬、溥伒（雪齋）、溥僩（毅齋）、溥佺（松窗）又合稱「四溥」。

## 家族

### 妻妾
- 嫡夫人費莫氏

### 子女
- 長子毓巃
- 次子毓岄
- 第三子毓岡
- 第四子毓峨
- 第五子毓巒